# 甑
甑（こしき）は、古代中国を発祥とする米などを蒸すための土器。需とも。竹や木などで作られた蒸籠と同じく蒸す調理のために用いる。

## 調理
甕（かめ）など湯を沸かす器具とともに用いる。甑の内部の底にすのこやざる、布などを敷き、その上に米などの調理物を入れる。これを湯を沸かす甕の上に乗せて調理を行う。

## 歴史
中国では河姆渡遺跡などから出土しており、新石器時代には利用が認められている。龍山文化の頃になると甑と鬲を融合させた土器（収）なども出現した。
日本では古墳時代中期（5世紀頃）までには渡来人によって朝鮮半島から伝来した。ただし、甕（かめ）に比べて甑の出土量が少ないため、米の調理法が蒸す方式に移行したと考える研究者は少なく、蒸す調理法はお祭りやお祝いなど特別のとき（餅を作るときなど）のみに行われたと考えられている。甑の形状は時代とともに変化し、5世紀頃の甑には複数の穴が開いていたが、6世紀から7世紀頃の甑は大きな穴が一つだけになり、底部に簾やざる、布などを敷いて米を入れるようになったため改良されたものとみられている。

## 甑炉
古来からある日本独自の溶鉄炉に「こしき炉（甑炉）」があるが、これは前述の甑と形容が似ていた事に由来する（キューポラを参照）。